# 챈들러 리그스
챈들러 리그스(Chandler Riggs, 1999년 6월 27일 ~ )는 미국의 배우이다.

## 출연 작품

### 영화
- 겟 로우 (2009, Get Low)
- 머시 (2014, Mercy)
- 킵 와칭 (2017, Keep Watching)
- 팬데믹 (2020)

### 텔레비전
- 워킹 데드 (2010-18, 2022)